# Anne-Marie Trevelyan

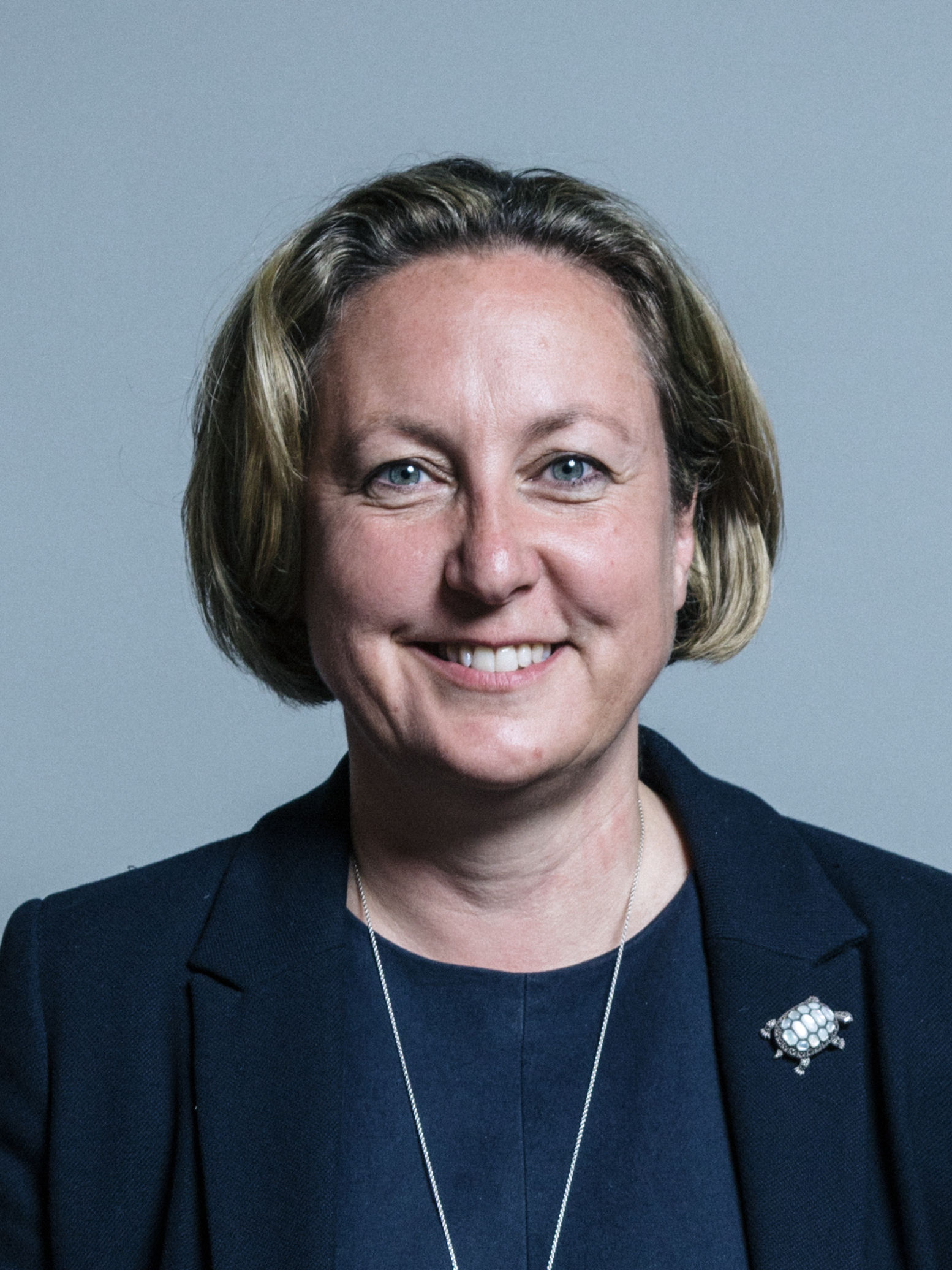
Anne-Marie Trevelyan (2017)

Anne-Marie Belinda Trevelyan (* 6. April 1969 in London; geb. Beaton) ist eine britische Politikerin der Conservative Party. Sie war ab 2021 Ministerin für internationalen Handel und Präsidentin des Board of Trade im Kabinett Johnson II und ab 2019 bereits Staatsministerin und Parlamentarische Staatssekretärin in verschiedenen Ressorts in der britischen Regierung. Im Kabinett Truss war sie kurzzeitig Verkehrsministerin, im Kabinett Sunak Ministerin für den Indopazifik. Sie war von 2015 bis 2024 Mitglied des Parlaments für den Wahlkreis Berwick-upon-Tweed.

## Karriere

### Abgeordnete
Bei den Parlamentswahlen 2015 wurde Trevelyan zur Abgeordneten für den Wahlkreis Berwick-upon-Tweed gewählt. Sie gewann den Sitz für die Conservative Party und wurde damit Nachfolgerin von Alan Beith. Bei der Wahl 2017 wurde sie mit deutlicher Mehrheit wiedergewählt. Bei der Wahl 2024 verlor sie ihren Sitz an David Smith von der Labour Party.

### Parlamentarische Staatssekretärin
Am 27. Juli 2019 wurde Trevelyan zur Parlamentarischen Staatssekretärin für Verteidigungsbeschaffung im ersten Kabinett von Boris Johnson ernannt.

### Staatsministerin

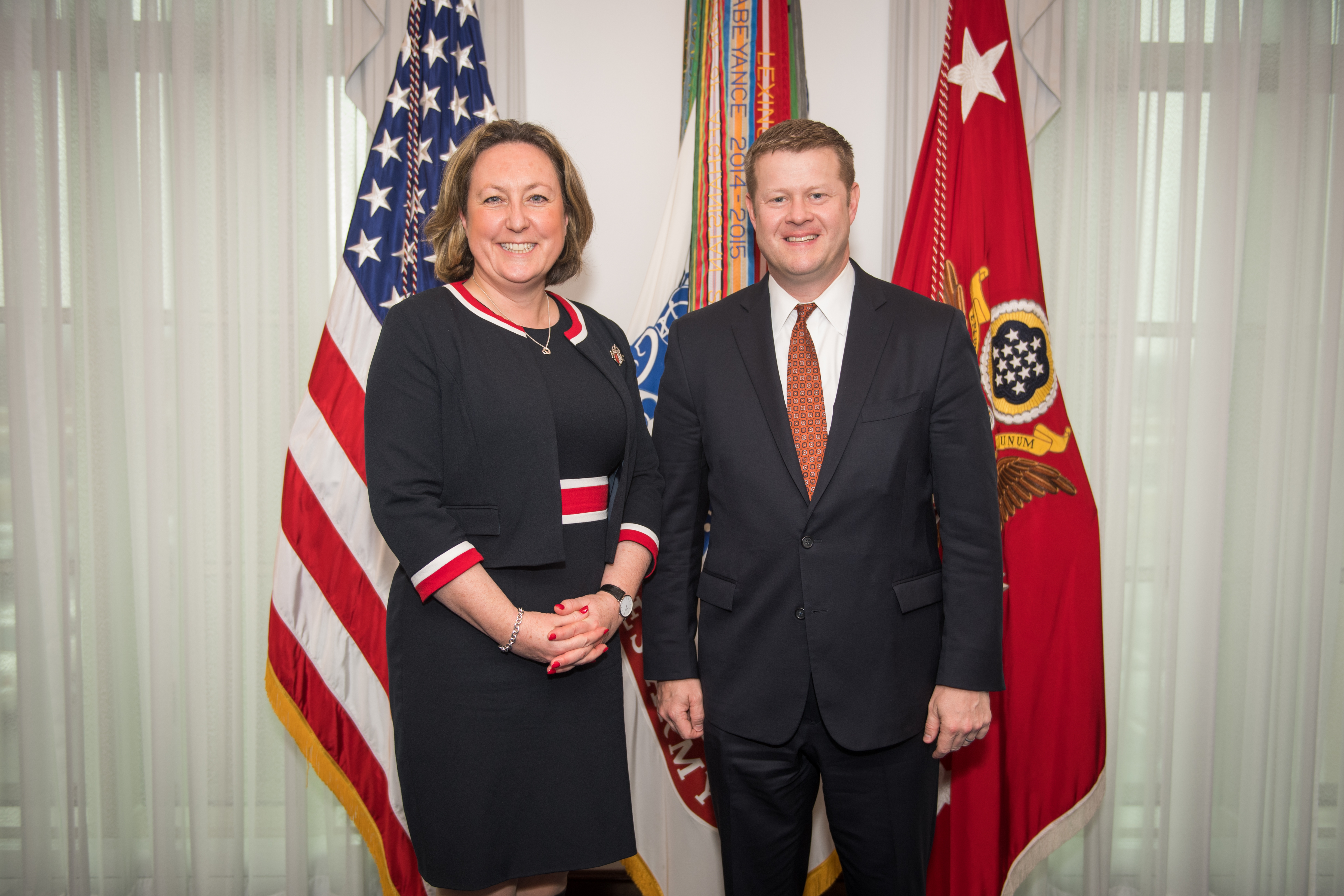
Der US-Armeestaatssekretär Ryan D. McCarthy traf Trevelyan im Februar 2020, als sie Staatsministerin für die Streitkräfte war.

Am 16. Dezember 2019 wurde Trevelyan zur Staatsministerin für die Streitkräfte befördert. Als Staatsministerin für die Streitkräfte traf sie am 11. Februar 2020 im Pentagon mit dem US-Armeestaatssekretär Ryan D. McCarthy zusammen.
Am 13. Februar 2020 wurde Trevelyan während der ersten Kabinettsumbildung des Kabinetts Johnson II zur Staatsministerin für internationale Entwicklung befördert. Vor ihrer Ernennung äußerte Trevelyan bei mehreren Gelegenheiten offensichtliche Skepsis über den Wert der Auslandshilfe. Das Ministerium von Trevelyan wurde am 2. September 2020 mit dem Foreign and Commonwealth Office zusammengelegt. Dies machte sie zur letzten Staatsministerin für internationale Entwicklung. Nach der Fusion verließ Trevelyan die Regierung.
Trevelyan kehrte anschließend zwischen September 2020 und Januar 2021 in die Hinterbänke des Parlaments zurück.
Am 8. Januar 2021 kehrte Trevelyan in die Regierung zurück, nachdem sie zur Staatsministerin für Unternehmen, Energie und sauberes Wachstum im Ministerium für Wirtschaft, Unternehmens, Energie und Industriestrategie ernannt worden war.

### Ministerin
Am 15. September 2021 wurde Trevelyan während der zweiten Kabinettsumbildung zur Ministerin für internationalen Handel ernannt.
Nach der Amtsübernahme von Liz Truss als Premierministerin wurde Trevelyan am 6. September 2022 in deren neuem Kabinett zur Ministerin für Verkehr ernannt. Nachdem die Regierung von Truss bereits im Oktober zerbrochen war, wurde Trevelyan im Kabinett Sunak Minister of State for Indo-Pacific. Dieses Amt behielt sie bis zum Ende der Sunak-Regierung im Jahr 2024.

## Persönliches
Trevelyan lebt in London und Northumberland. Sie ist geschieden und hat zwei Kinder im Teenageralter. Sie nahm im Dezember 2017 am Konzert „Singing for Syrians“ in Westminster teil.